# Skalat
Skalat (în ucraineană Скалат) este un oraș raional din raionul Pidvolociîsk, regiunea Ternopil, Ucraina. În afara localității principale, mai cuprinde și satul Poplavî.

## Demografie
Componența lingvistică a orașului Skalat
     Ucraineană (99,43%)
     Alte limbi (0,51%)
Conform recensământului din 2001, majoritatea populației orașului Skalat era vorbitoare de ucraineană (99,43%), existând în minoritate și vorbitori de alte limbi.